# 一生交给党
《一生交给党》是2024年上映的中国大陆红色主旋律电影，由曾羽编剧，陶明喜执导，王超伟、鲜青洋、莫小奇、杨骏、何梓铭等主演，根据中国共产党党员、湘鄂西革命根据地和湘鄂西红军的创建者周逸群烈士故事改编。影片于2024年8月1日建军节全国上映，向建军97周年献礼。据猫眼数据统计：截止8月9日票房仅为117万元人民币。

## 剧情概要
电影讲述了1927年四一二事件中大批共产党员被中国国民党特务杀害，周逸群带领中共党员与国民党特务组织展开斗争并参加南昌起义的故事。

## 制作
该片在贵州省黔东南苗族侗族自治州黄平县云上有山影视基地、黄平县旧州古城、飞云崖及贵州铜仁古城等地拍摄。